# 群馬県道3号前橋大間々桐生線
群馬県道3号前橋大間々桐生線（ぐんまけんどう3ごう まえばしおおままきりゅうせん）は、群馬県前橋市から同県桐生市に至る県道（主要地方道）である。この路線は通称、大胡県道とも呼ばれる。

## 概要
赤城山南麓の各市町の中心部を経由する。前橋市大胡地区ではバイパスも整備されている。
赤城駅周辺で1キロメートルほど離れる以外は、ほぼ全線で上毛電気鉄道上毛線と平行している。

### 路線データ
- 起点：群馬県前橋市千代田町3丁目（千代田町3丁目交差点＝国道17号・国道291号・群馬県道10号前橋安中富岡線交点）
- 終点：群馬県桐生市本町5丁目（本町5丁目交差点＝群馬県道66号桐生田沼線・群馬県道68号桐生伊勢崎線交点）

## 歴史
かつて、桐生市相生町（桐生合同庁舎前交差点） - 同市本町（終点：本町五丁目交差点）の約2.5 km区間は、二級国道前橋水戸線（国道50号）に指定されていた区間である。
- 1920年4月1日：前橋市 - 山田郡桐生町（当時） - 同郡境野村（現・桐生市）栃木県境までを群馬県道「前橋宇都宮線」に指定[2]。
- 1954年8月10日：群馬県道「前橋宇都宮線」を廃止[3]、現行区間を群馬県道「前橋大間々桐生線」に指定[4]。
  - 後年、大胡地区内の経路を大胡バイパス区間経由に変更。
- 1993年（平成5年）5月11日：建設省から、県道前橋大間々桐生線が前橋大間々桐生線として主要地方道に指定される[5]。

## 路線状況

### バイパス道路
- 大胡バイパス

### 重複区間
- 群馬県道336号梨木香林線（桐生市新里町小林・小林交差点 - 新里町武井・新里支所入口交差点）
- 国道122号・国道353号（桐生市・相生町3丁目交差点 - 相生町2丁目・桐生合同庁舎前交差点）

## 地理

### 通過する自治体
- 前橋市
- 桐生市
- みどり市

### 交差する道路

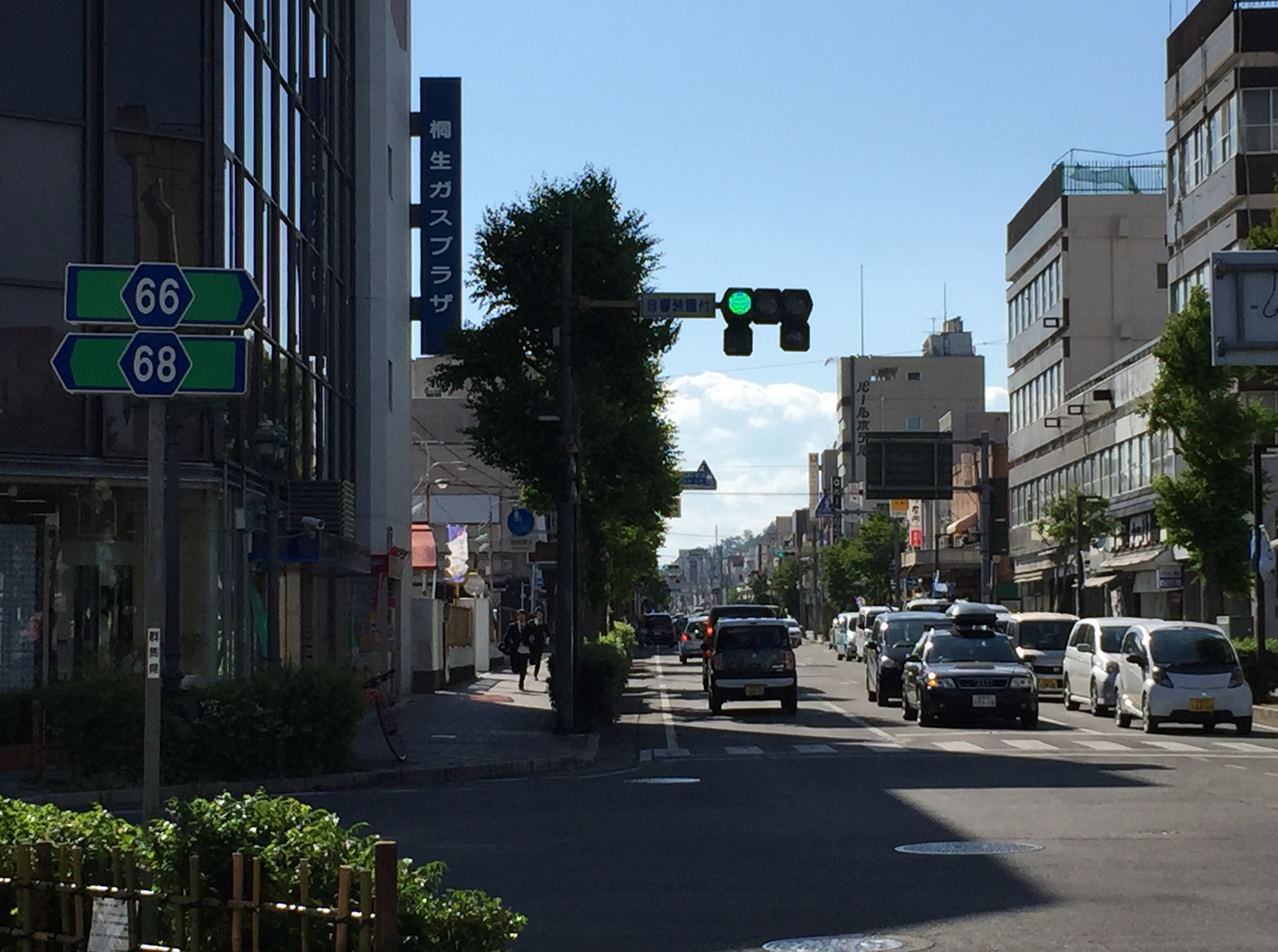
桐生市・本町5丁目交差点
（終点、2015年5月）
正面方向が当路線である

- 国道17号（国道291号 重複）・群馬県道10号前橋安中富岡線バイパス（西毛広域幹線道路）（起点）
- 群馬県道4号前橋赤城線（前橋市城東町2丁目）
- 群馬県道76号前橋西久保線（前橋市・上泉町交差点）
- 国道17号上武道路（前橋市亀泉町・上武亀泉北交差点）
- 群馬県道34号渋川大胡線（前橋市堀越町・堀越町南交差点）
- 群馬県道40号藤岡大胡線（前橋市・茂木町交差点）
- 群馬県道74号伊勢崎大胡線（前橋市大胡町・大胡町南交差点）
- 群馬県道114号苗ヶ島飯土井線（前橋市樋越町）
- 群馬県道103号深津伊勢崎線（前橋市粕川町深津・粕川町女渕西交差点）
- 群馬県道102号三夜沢国定停車場線（前橋市・粕川町女渕交差点）
- 群馬県道113号粕川停車場線（前橋市粕川町西田面・粕川支所前交差点）
- 群馬県道336号梨木香林線（桐生市新里町小林・小林交差点）
- 群馬県道336号梨木香林線（桐生市新里町武井・新里支所入口交差点）
- 群馬県道73号伊勢崎大間々線（桐生市新里町新川・宿交差点）
- 群馬県道291号境木島大間々線（桐生市新里町新川・新川八幡交差点）
- 群馬県道69号大間々世良田線（みどり市大間々町大間々）
- 群馬県道78号太田大間々線（みどり市大間々町大間々・諸町交差点）
- 群馬県道339号相老停車場線（桐生市相生町2丁目）
- 群馬県道340号如来堂大間々線（桐生市相生町2丁目）
- 国道122号（国道353号 重複）（桐生市・相生町3丁目交差点）
- 国道122号（国道353号 重複）（相生町2丁目・桐生合同庁舎前交差点）
- 群馬県道342号川内堤線（桐生市・堤町3丁目交差点）
- 群馬県道351号西桐生停車場線（桐生市宮前町2丁目・桐生駅前交差点）
- 群馬県道66号桐生田沼線・群馬県道68号桐生伊勢崎線（終点）